# 20 Years of Noise
20 Years of Noise är ett "Best of"-album inspelat av det italienska metal-bandet Necrodeath år 2005.

## Låtlista
| Nr  | Titel                | Längd |
| --- | -------------------- | ----- |
| 1.  | Mater Tenebrarum     |       |
| 2.  | Internal Decay       |       |
| 3.  | Choose Your Death    |       |
| 4.  | Metempsychosis       |       |
| 5.  | Hate And Scorn       |       |
| 6.  | At The Roots Of Evil |       |
| 7.  | Red As Blood         |       |
| 8.  | Church's Black Book  |       |
| 9.  | The Mark Of Dr. Z    |       |
| 10. | Perseverance Pays    |       |